# Ooencyrtus papilionis
Ooencyrtus papilionis är en stekelart som beskrevs av William Harris Ashmead 1905. Ooencyrtus papilionis ingår i släktet Ooencyrtus och familjen sköldlussteklar. Inga underarter finns listade i Catalogue of Life.